# Блюмауэр, Алоис
Блюмауэр, Алоис (иногда Блумауэр, Блюмауер, Алоизий, нем. Aloys Blumauer) (21 или 22 декабря 1755, Штайр — 16 марта 1798, Вена), австрийский поэт. Одно время Блюмауэр был любимым поэтом Вены.
Главное сочинение (3 тома, 1784‒88) — «Приключения благочестивого героя Энея» («Virgils Aeneis, travestiert»), относится к жанру травести, пародия на «Энеиду» Вергилия и сатира на католическую церковь. Это произведение послужило прообразом для Николая Осипова, написавшего в 1791 году «Вергилиеву Энеиду, вывороченную наизнанку».
Похоронен на кладбище Святого Марка; могила утрачена.

## Произведения
- Aloys Blumauers gesammelte Werke. 3 Bände, Scheible, Stuttgart, 1839
- Virgils Aeneis, travestiert, Edition Praesens, Wien 2005, ISBN 3-7069-0347-4